# Codici & segreti
Codici & segreti. La storia affascinante dei messaggi cifrati dall'antico Egitto a Internet (titolo orig. The Code Book: The Science of Secrecy from Ancient Egypt to Quantum Cryptography) è un saggio di divulgazione scientifica pubblicato nel 1999 da Simon Singh. Il libro mette in evidenza il passato della crittografia, formata da due branche principali: i codici e i cifrari.

## Edizioni italiane
- Codici & segreti. La storia affascinante dei messaggi cifrati dall'antico Egitto a Internet, traduzione di Stefano Galli, Collana Saggi stranieri, Milano, Rizzoli, ottobre 1999, ISBN 978-88-178-6213-4. - Collana La Scala. Saggi n.56, Milano, BUR-Rizzoli, 2001, ISBN 978-88-171-2539-0.
- Codici & segreti svelati ai ragazzi, versione semplificata, Collana Narrativa, Milano, Fabbri Editori, 2002, ISBN 978-88-451-8014-9.